# Sietas Typ 33
Der Typ 33 ist ein Küstenmotorschiffstyp der Sietas-Werft in Hamburg-Neuenfelde. 

## Geschichte
Die Baureihe wurde in den Jahren 1964 bis 1968 von verschiedenen Reedereien geordert und in 30 Einheiten gebaut. Eingesetzt wurden die Freidecker anfangs vorwiegend in der kleinen und mittleren Fahrt. Die wenigen noch vorhandenen Schiffe des Typs findet man heute, teilweise auch umgebaut und meist ohne Ladegeschirr, weltweit in der Küstenfahrt. Die Rachel Corrie (ehemals Carsten) geriet Anfang Juni 2010 in die Schlagzeilen, als sie bei einem Versuch, die Küste Gazas anzulaufen von israelischen Kräften aufgebracht wurde.

## Technik

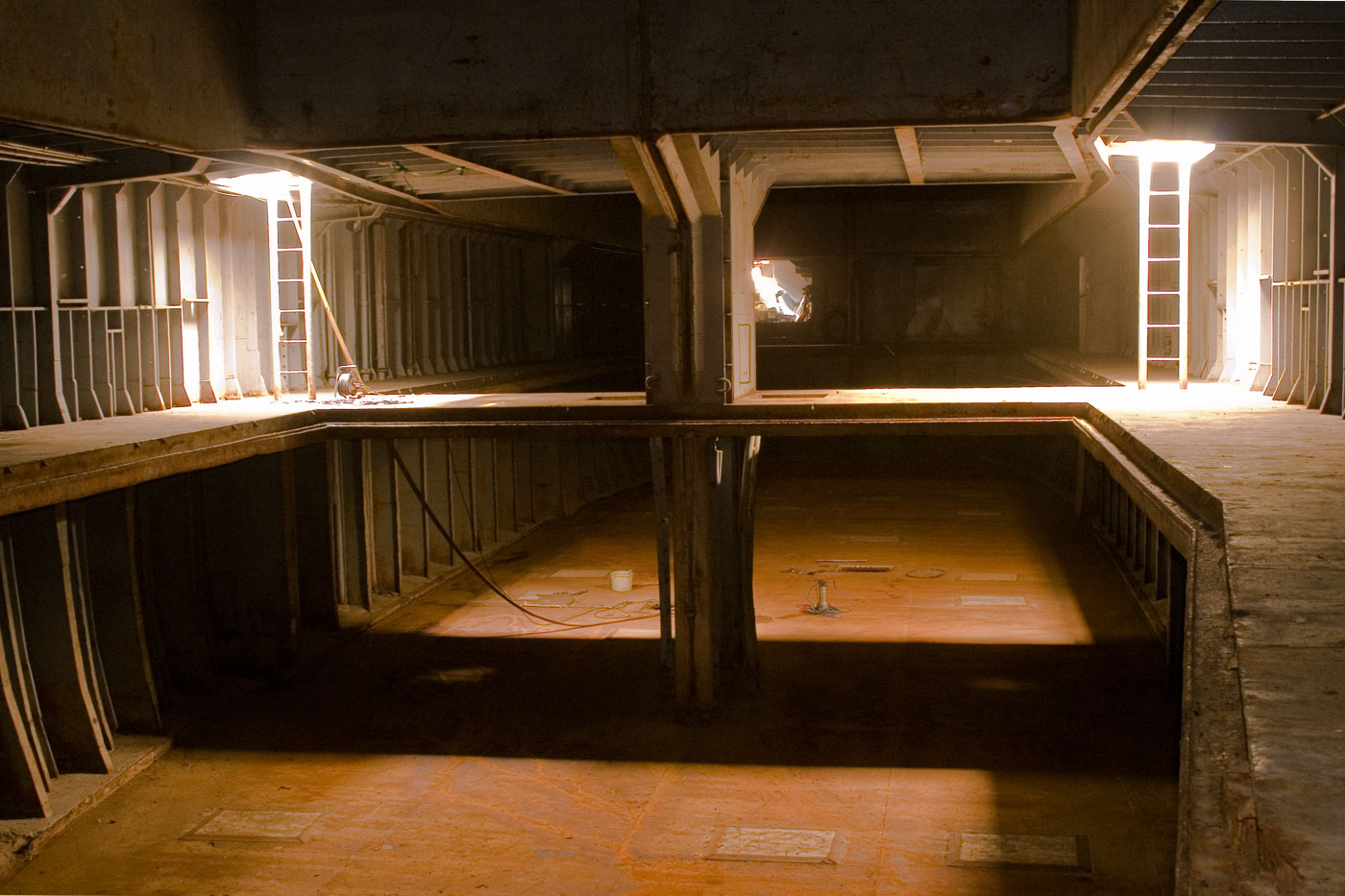
Laderaum mit Zwischendeck

Die drei Laderäume mit einem Getreide-Rauminhalt von 2.413 m³ haben jeweils ein Zwischendeck. Die Lukengrößen betragen 9,60 Meter Länge mal 6,20 Meter Breite bei Luke 1 und 10,80 Meter Länge mal 8,00 Meter Breite bei den Luken 2 und 3. Durch die weitestgehend unverbaute Form des Laderaums mit geringem Unterstau ist der Schiffstyp auch in der Zellulose- oder Paketholzfahrt einsetzbar, bei der etwa 400 Standards Holz gestaut werden konnten. Mit Ausnahme des Untertyps 33e, der kein Ladegeschirr besaß, erhielten die meisten Schiffe der Baureihe serienmäßig drei Ladebäume mit einer Tragkraft von jeweils drei Tonnen. Abweichend davon hatte die Gertrud Hauschildt, das einzige Schiff des Untertyps 33c, zwei 3-Tonnen-Ladebäume und einen mittschiffs angeordneten 8-Tonnen-Kran. 
Die ab 1966 gefertigten Untertypen 33c, 33d und 33e besitzen höhere Aufbauten und haben ein zusätzliches Deck unter der Brücke. Der Untertyp 33e ist nach Fertigstellung der ebenfalls bei Sietas entstandenen Bell Vanguard auf den Transport von Containern angepasst worden, von denen er 50 TEU stauen kann. Alle Schiffe der Baureihe besitzen eine ebene Tankdecke mit durchgehenden Doppelboden. Es wurden stählerne Lukendeckel des Herstellers McGregor verwendet. Angetrieben werden sie von Viertakt-Dieselmotoren verschiedener Hersteller, die bei der Mehrzahl der Schiffe auf einen Festpropeller wirken.

## Die Schiffe

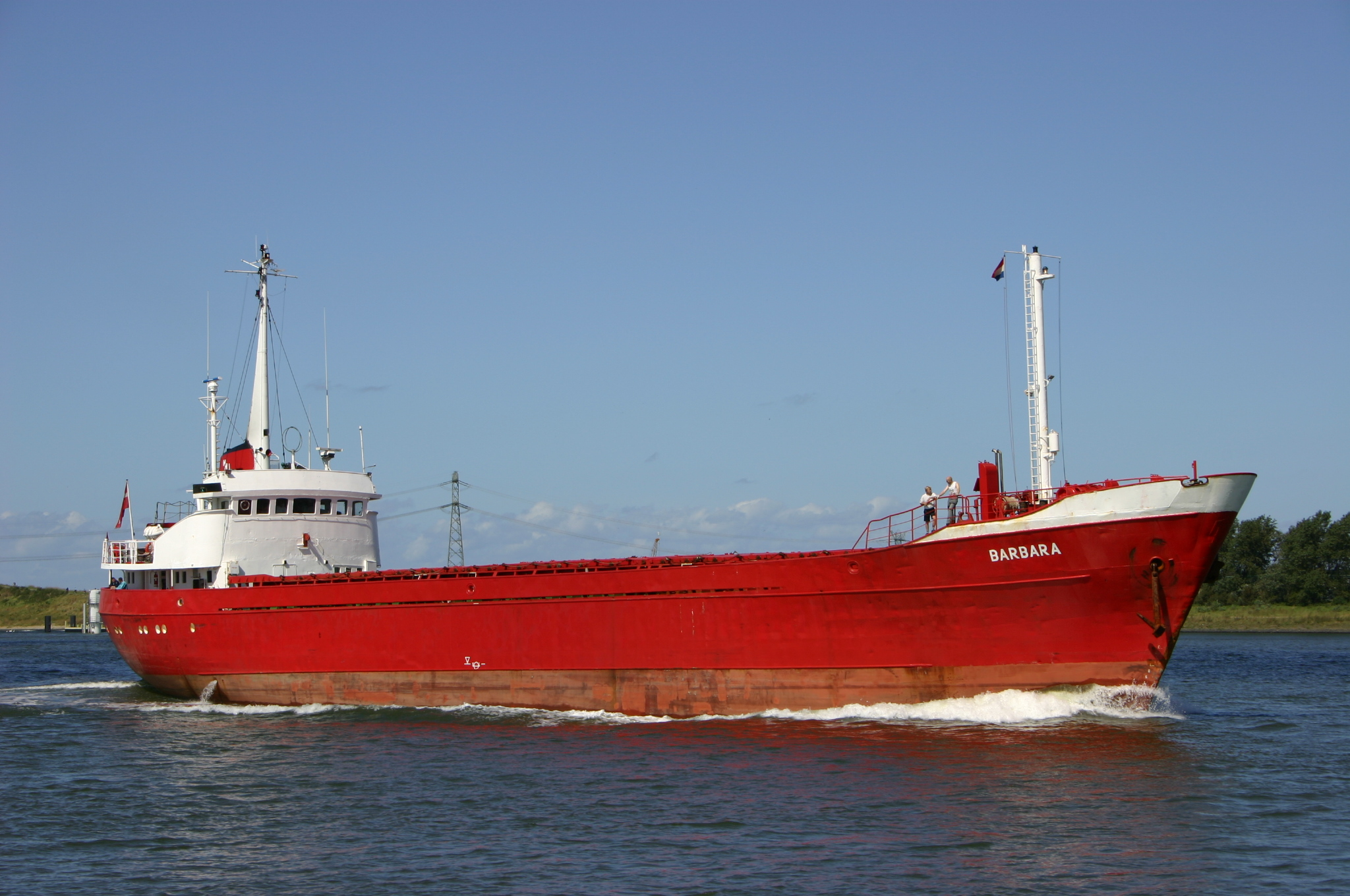
Die Barbara (ehemals Regine), Grundtyp 33

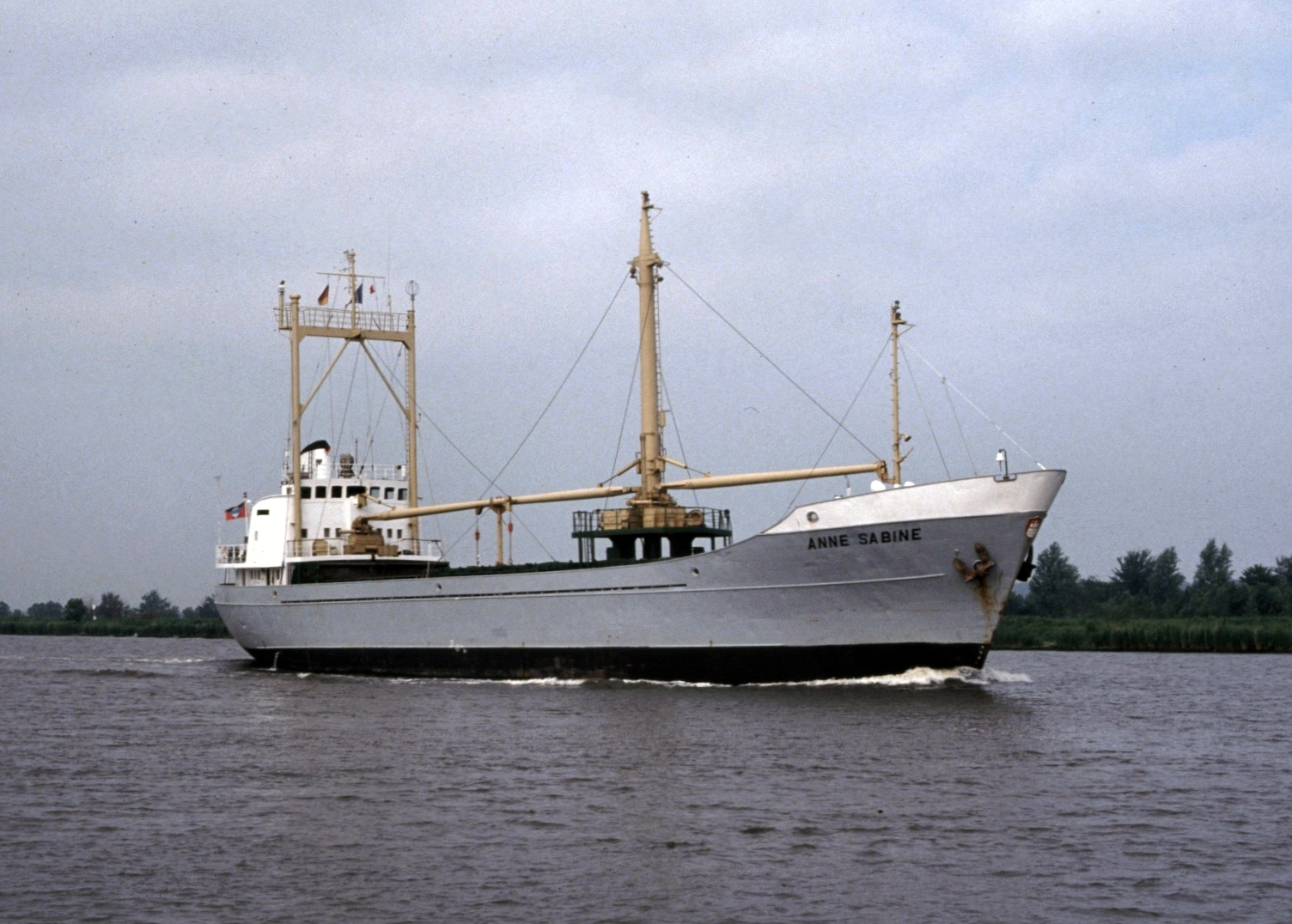
Die Anne Sabine (ehemals Peter-Gunda), Untertyp 33d

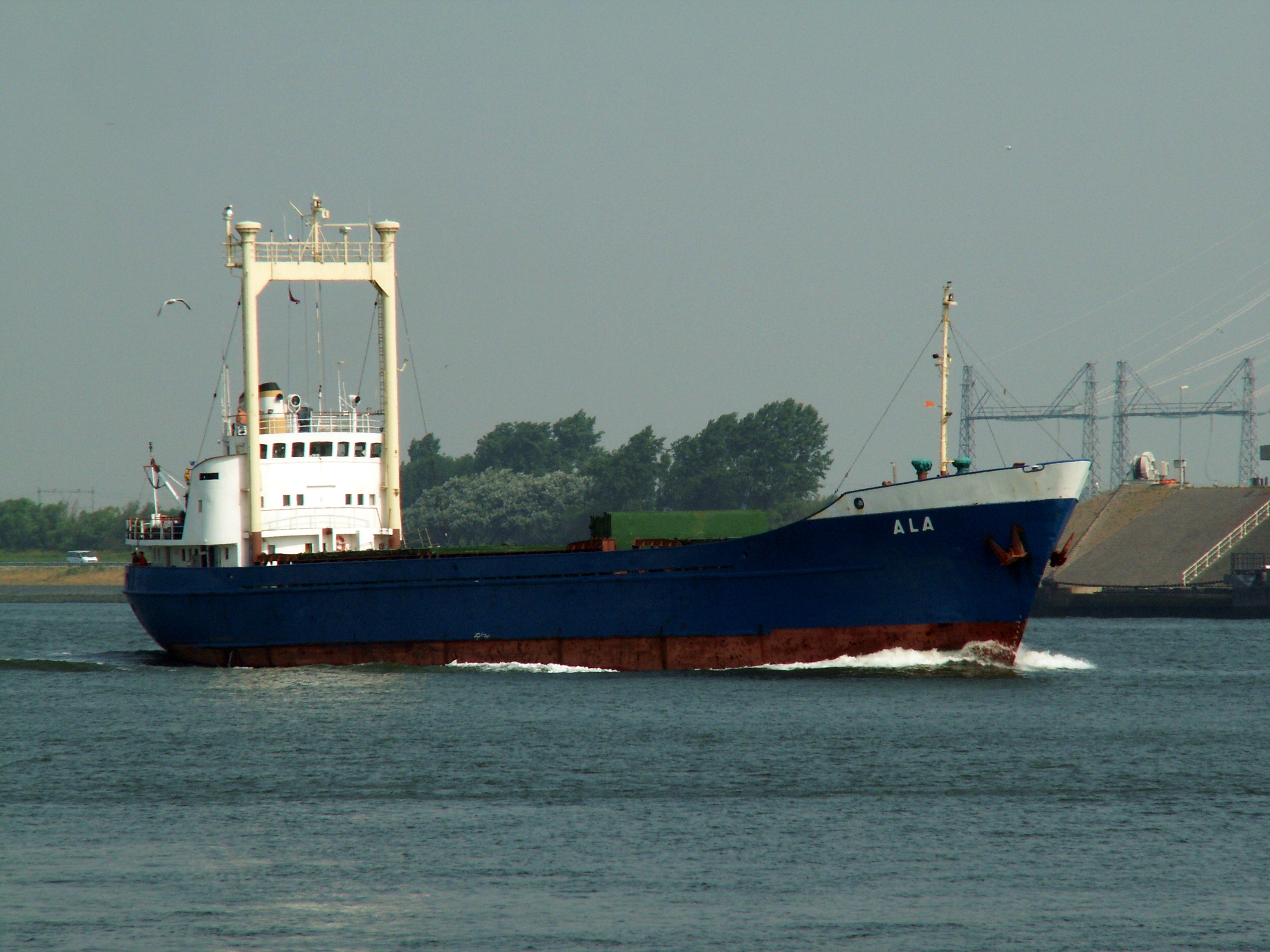
Ala (ehemals Gala), Untertyp 33e

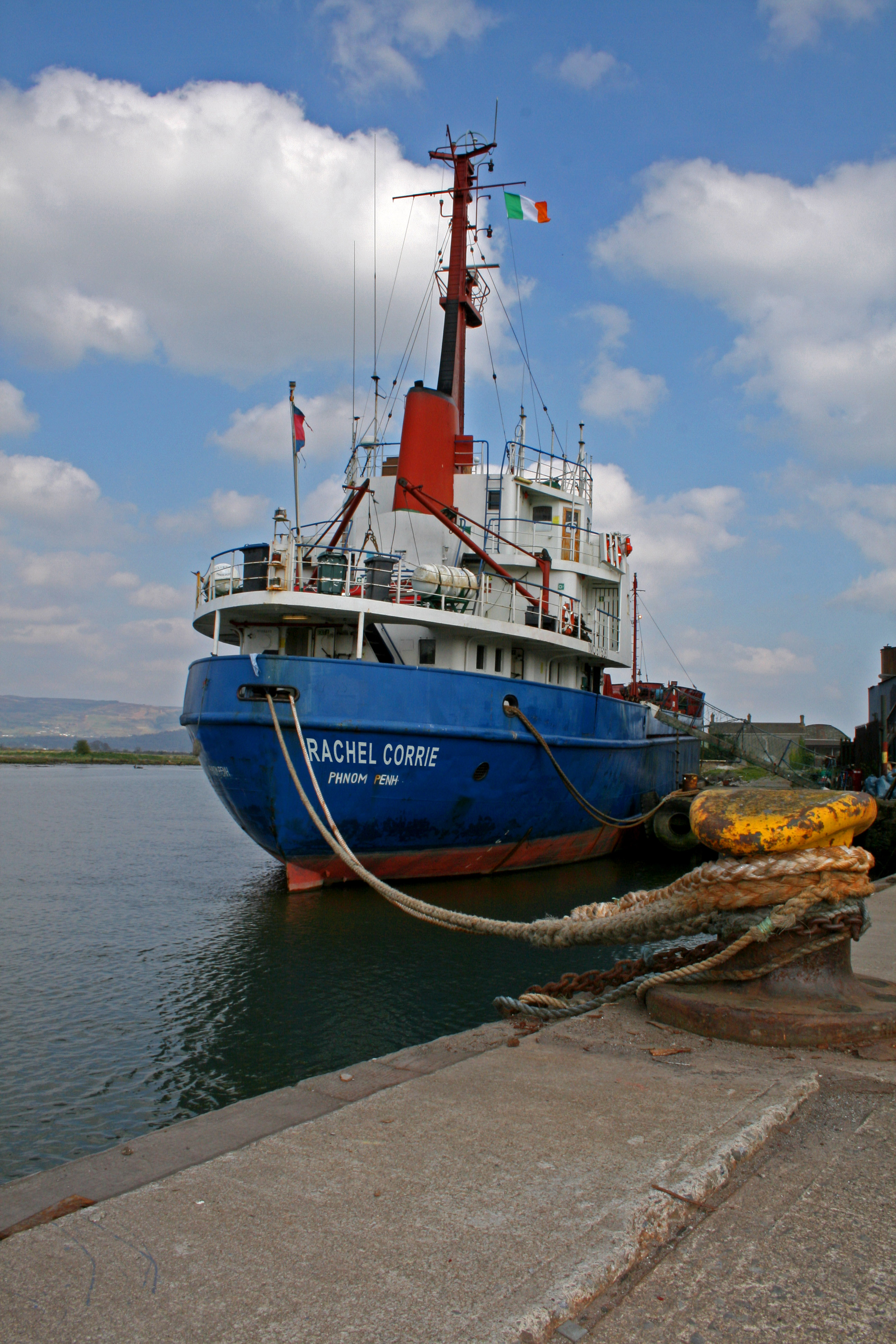
Die Rachel Corrie (ehemals Carsten), Untertyp 33e

| Sietas Typ 33                | Sietas Typ 33 | Sietas Typ 33 | Sietas Typ 33 | Sietas Typ 33          | Sietas Typ 33                           | Sietas Typ 33 |
| Bauname                      | Typ           | Bau- nummer   | IMO- Nummer   | Stapellauf Ablieferung | Auftraggeber                            | Umbenennungen und Verbleib |
| ---------------------------- | ------------- | ------------- | ------------- | ---------------------- | --------------------------------------- | --- |
| Reinbek                      | 33            | 535           | 6504125       | 10.10.1964 04.11.1964  | Peter Döhle, Hamburg                    | 1981 Anna H → 1985 Freya → 1990 Ana Mercedes, am 19. März 2000 nach Wassereinbruch auf der Fahrt von Puerto Cumarebo nach Corpus Christi mit Zement auf Position 13°53,5'N; 068°48,2'W gesunken |
| Arn X                        | 33            | 538           | 6504046       | 29.10.1964 19.11.1964  | Martin Leistikow, Rendsburg             | 1970 Lühe → 1976 Tor Nordia → 1978 Lühedeich → 1987 Sofia S → 1988 Anastasia → 1996 Dimitrios II, am 23. März 1998 auf einer Reise von Griechenland nach Syrien mit Holz im Schlechtwetter nahe dem Leuchtturm Paphos auf Grund gelaufen                                                                             |
| Boyan                        | 33            | 548           | 6504058       | 12.11.1964 29.11.1964  | Osterwisch & Graebe, Hamburg            | 1987 Virginia → 1987 Vima → 1987 Santa Barbara, 2001 im Register gelöscht |
| Heinrich Knüppel             | 33            | 543           | 6505466       | 05.12.1964 22.12.1964  | Hans-Heinrich Knüppel, Hamburg          | 1971 Eduard Kähler → 1987 Neuenfelde → 1995 Ursula B, ab 2003 als Theaterschiff in Stralsund genutzt, Anfang November 2010 im Rostocker Fischereihafen verschrottet |
| Gabriele Wehr                | 33            | 555           | 6505454       | 19.12.1964 31.12.1964  | Oskar Wehr, Hamburg                     | 1978 Gabriele W → 1978 Heinz Suhr, am 6. Juni 1995 wegen verrutschter Ladung auf Position 54,40°N; 002,57°E von der Besatzung aufgegeben, nach Riss der Schlepptrosse am 10. Juni 1995 vor Texel gesunken |
| Amor                         | 33            | 558           | 6619562       | 10.01.1965 26.01.1965  | Hermann Winter, Hove                    | am 3. Januar 1966 nach Wassereinbruch auf einer Reise von Le Havre nach Skagen vor der niederländischen Küste gesunken |
| Eilenburg                    | 33            | 551           | 6506654       | 24.01.1965 11.02.1965  | Süptiz & Co., Hamburg                   | 1970 Diana Wonsild → 1973 Diana Lion → 1975 Helene Clipper → 1987 Spiros → 1998 Kostas, am 23. Januar 2006 auf Position 37,52°N; 006,12°E gekentert |
| Hannes Lünstedt              | 33            | 492           | 6515409       | 15.05.1965 12.06.1965  | Johannes Lünstedt, Hamburg              | 1975 Arosandra → 1991 zum Viehtransporter Bassma umgebaut → 2010 Amal, Zustand und Verbleib unklar |
| Stadeland                    | 33            | 556           | 6600175       | 14.10.1965 11.11.1965  | Johannes Jäger, Hamburg                 | 1987 Mary Express → 2004 Kamoe Express, am 24. Oktober 2005 an der Nordküste der Insel New Providence gestrandet |
| Ernst de Buhr                | 33            | 571           | 6602032       | 26.10.1965 21.11.1965  | Ernst de Buhr, Leer                     | 1978 Stenholm → 1982 Bousamra → 1984 Nouf → 1992 Muhieddine 2 → 1993 Ghanem → 1994 Haj Taha → 1996 Asra 1 → 2000 Letfallah, am 5. Januar 2014 zum Abbruch in Aliağa eingetroffen |
| Paul                         | 33            | 567           | 6602094       | 13.11.1965 30.11.1965  | Richard Rahmann & Söhne, Estebrügge     | 1985 Schönau → 1994 Stadt Bremen → 1998 Fenix → 2000 Capt L, seit Anfang 2008 Auflieger in Panama, Zustand unklar |
| Hasselwerder                 | 33            | 568           | 6602977       | 09.12.1965 30.12.1965  | Walter Bartels, Hamburg                 | 1966 City of Le Havre → 1967 Hasselwerder → 1974 Janne Silvana → 1979 Karen Silvana → 1988 Eleni V → 1991 Saron → 1995 Blue Diamond II → 1998 Captain Thanassis → 1998 Dimitra → 2003 Joanna III → 2008 Xenios I → 2009 Mema → 2015 San Trela, seit 2015 Auflieger in Almería, dort am 25. Mai 2020 in Brand geraten |
| Regine                       | 33            | 540           | 6607185       | 21.12.1965 18.01.1966  | Paul Heinrich, Steinkirchen             | 1966 City of Antwerp → 1971 Regine → 1975 Carina → 1984 Ortrud → 1989 Britta → 1991 Lette Lil → 2000 Barbara, Verbleib unklar |
| Gertrud Hauschildt           | 33c           | 565           | 6611825       | 12.03.1966 07.04.1966  | Heinrich Hauschildt, Hamburg            | 1972 Hornbaltic → 1978 Gertrud Hauschildt → 1984 Kolossi → 1988 Rytowe → 1991 Rita → 1996 Tara I → 1997 Sea Princess I, am 31. Juli 2004 zum Abbruch in Aliağa eingetroffen |
| Hove                         | 33d           | 570           | 6616887       | 03.05.1966 26.05.1966  | Johann Rieper, Hove                     | 1975 Gisela Bartels → 1984 Jennifer → 1994 Sea Star → Sky 1, am 15. Mai 2000 auf der Reise von Dubai nach Somalia auf Position 19,59°N; 58,25°E von der Besatzung aufgegeben, am 17. Mai 2000 vor der Insel Masira gesunken                                                                                          |
| Gunda                        | 33d           | 572           | 6616849       | 15.05.1966 09.06.1966  | Hermann und Gerda Koppelmann, Bützfleth | 1981 Tamara → 1984 Ermis, am 2. Februar 1986 auf der Reise von Kavalla nach Brindisi zwischen Lefkada und Paxi gesunken |
| Klaus                        | 33d           | 576           | 6616928       | 28.05.1966 28.06.1966  | Klaus W. tom Wörden, Gräpel             | 1974 Inka Dede → 1976 Aros Trent → 1977 Inka Dede → 1985 Gertje → 1994 Nour Elaslam → 1999 Lady Farida → 2010 Lady F → 2010 Samer M, Verbleib unklar |
| Adda                         | 33e           | 584           | 6616772       | 25.06.1966 07.08.1966  | Osterwisch & Graebe, Hamburg            | 1977 Sundern → 1984 Euro Skipper → 1988 Dana → 1989 Rega → 2001 Abdul Razzak G. → 2002 Georgiana → 2004 Lucy M. → 2006 Abida-Y. → 2010 Princess Goud, am 16. Oktober 2010 zum Abbruch in Aliağa eingetroffen |
| Frieda Graebe                | 33e           | 585           | 6617855       | 30.07.1966 20.08.1966  | Günter Graebe Reederei, Hamburg         | 1973 Süderelv → 1978 Tilla → 1983 Ragna → 1990 Nadine → 1998 Mistral, so 2024 in Fahrt |
| Siegerland                   | 33e           | 591           | 6618897       | 13.08.1966 31.08.1966  | Otto Albers, Hamburg-Neuenfelde         | 1974 Jan Suhr → 1981 Jana → 1997 Mignon → 2005 Deanna → 2007 Lady Mariam → 2012 Adelaida M, am 20. Mai 2012 zum Abbruch in Aliağa eingetroffen |
| Wega                         | 33d           | 577           | 6619762       | 25.08.1966 11.09.1966  | Hans Peter Wegener, Hove                | 1985 Thomas → 1989 Beers → 1998 Georgios S. → 2007 Naftilos, so 2023 in Fahrt |
| Petra-Gunda                  | 33d           | 590           | 6620888       | 03.09.1966 21.09.1966  | Hans Heinrich, Hamburg-Cranz            | als City of Rotterdam abgeliefert → 1971 Petra Gunda → 1976 Bergsund → 1977 Petra Gunda → 1985 Anne Sabine → 1993 Pepi Trader → 1995 Andros → 1996 St. Kitts → 1997 Gulf Trader → 2006 Wave Tamer → 2012 Dm One, am 24. April 2014 vor Florida als künstliches Riff versenkt                                         |
| Hannes Knüppel               | 33e           | 587           | 6706852       | 15.01.1967 04.02.1967  | Anna & Hans-Hermann Knüppel, Hamburg    | 1971 Kora → 1993 Mylinda → 1995 Caytrans Caribe, Mannschaft am 23. Mai 1998 nach Wassereinbruch in der Karibik von der US Coast Guard abgeborgen, am 27. Mai 1998 auf Position 15,28°N; 072,30°W gesunken |
| Metric                       | 33e           | 580           | 6711405       | 28.01.1967 25.02.1967  | Hermann und Jakob Winter, Hamburg       | am 14. Dezember 1969 auf der Reise von Runcorn nach Rotterdam wegen verrutschter Ladung auf Position 52,25°N; 005,10°W vor Strumble Head gesunken |
| Hartwig Buss                 | 33e           | 594           | 6711936       | 15.03.1967 19.04.1967  | Hermann Buss, Leer                      | 1986 Age → 1987 Bull → 1988 Santa Cristina → 2000 Tita, Verbleib unklar |
| Rolf                         | 33d           | 593           | 6713283       | 01.04.1967 03.05.1967  | Otto Becker, Estebrügge                 | 1985 Betty → 1997 Beta → 2009 Annemarie → 2013 Mia B → 2014 Anjelica Express → 2016 Angelica, so 2024 in Fahrt |
| Carsten                      | 33e           | 625           | 6715281       | 15.04.1967 20.05.1967  | Heinrich Heidhoff, Hamburg              | 1/1993 Norasia Attika → 12/1993 Manya → 2003 Linda → 2010 Rachel Corrie, Verbleib unklar |
| Don Ricardo                  | 33e           | 619           | 6715293       | 29.04.1967 04.06.1967  | Osterwisch & Graebe, Hamburg            | am 13. November 1997 mit dem syrischen Frachter Muhieddine VII (IMO 6926189) kollidiert und auf Position 37,40°N; 024,13°E gesunken, fünf Tote |
| Nincop                       | 33e           | 595           | 6808090       | 23.01.1968 09.03.1968  | Walter Bartels, Hamburg                 | Kasko von der Hitzler-Werft in Lauenburg, 1988 Windö → 1990 Mjovik → 1991 Windö → 1994 Hermeten → 1998 Hannes-D → 2005 Alva, so 2023 in Fahrt |
| Gala                         | 33e           | 603           | 6812637       | 21.02.1968 30.03.1968  | Karl Heinz Danz, Burg in Dithmarschen   | 1976 Tor Normandia → 1977 Gala → 1995 Ala, am 3. Dezember 2012 zum Abbruch in Grenaa eingetroffen |
| Daten: Equasis, grosstonnage |               |               |               |                        |                                         | |